# Vinya Gran (Vilamolat de Mur)
La Vinya Gran és una antiga vinya, ara convertida en camps de conreu, del municipi de Castell de Mur, al Pallars Jussà, a l'antic terme de Mur, en terres del poble de Vilamolat de Mur.
Està situada a la dreta del barranc de Sant Gregori, a llevant de l'ermita de Sant Gregori i del Tros de Sant Gregori i també a llevant de la Vinya del Serrat. Queda al nord-est de Vilamolat de Mur, entre la llau de la Vinya del Serrat -ponent- i la llau de Sant Miquel -llevant. El Camí de les Vinyes discorre pel costat més elevat i meridional de la vinya.